# Rivière Irsuaq
Pour les articles homonymes, voir Irsuaq.
La rivière Irsuaq est un affluent de la rive sud de la rivière aux Feuilles dont les eaux coulent vers l'est et se jettent dans le lac aux Feuilles, lequel se connecte par un détroit au littoral ouest de la baie d'Ungava. La rivière Irsuaq coule dans le territoire non organisé de Rivière-Koksoak, dans la région du Nunavik, dans la région administrative du Nord-du-Québec, au Québec, au Canada.

## Géographie
Les bassins versants voisins de la rivière Irsuaq sont :
- côté nord : rivière aux Feuilles ;
- côté est : rivière Nedlouc, lac Nedlouc, lac Dyonnet ;
- côté sud : rivière Charpentier ;
- côté ouest : rivière aux Feuilles, lac Minto.

La rivière Irsuaq prend sa source d'un petit lac (longueur : 0,9 km). À partir de ce lac de tête, la rivière coule sur 8,7 km vers l'est en traversant six lacs jusqu'à la rive sud d'un lac sans nom, que le courant traverse sur 3,0 km vers le nord-est. À partir de l'embouchure de ce dernier lac, la rivière coule vers le nord-ouest sur 9,4 km jusqu'à la rive ouest d'un lac sans nom (longueur : 1,9 km dans le sens est-ouest) que le courant traverse sur 1,3 km vers l'est jusqu'à son embouchure situé du côté nord. Ce dernier lac est la convergence d'un affluent venant du sud-est.
Puis, dans le dernier segment de 12,5 km, la rivière Irsuaq coule vers le nord-ouest, jusqu'à son embouchure qui se déverse au fond d'une baie sur la rive sud de la rivière aux Feuilles. L'embouchure est situé :
- en aval du lac Minto et de l'embouchure de la rivière Charpentier ;
- en amont de l'embouchure de la rivière Daunais, de la rivière La Goudalie et de la rivière Nedlouc.

## Toponymie
La région du Nord-du-Québec comporte trois rivières utilisant le même patronyme Irsuaq.
Le toponyme rivière Irsuaq a été officialisé le 10 février 1971 à la Commission de toponymie du Québec.